# Crawford County (Ohio)
Crawford County ist ein County im US-Bundesstaat Ohio der Vereinigten Staaten. Der Verwaltungssitz (County Seat) ist Bucyrus.

## Geographie
Das County liegt im mittleren Norden von Ohio und hat eine Fläche von 1043 Quadratkilometern, wovon zwei Quadratkilometer Wasserfläche sind. Es grenzt im Uhrzeigersinn an folgende Countys: Seneca County, Huron County, Richland County, Morrow County, Marion County und Wyandot County.

## Geschichte
Crawford County wurde am 12. Februar 1820 aus Teilen des Delaware County gebildet. Benannt wurde es nach William Crawford, einem Offizier im Amerikanischen Unabhängigkeitskrieg.
26 Bauwerke und Stätten des Countys sind im National Register of Historic Places eingetragen (Stand 12. April 2018).

## Demografische Daten

Alterspyramide des Crawford County

Nach der Volkszählung im Jahr 2000 lebten im Crawford County 46.966 Menschen. Davon wohnten 609 Personen in Sammelunterkünften, die anderen Einwohner lebten in 18.957 Haushalten und 13.175 Familien. Die Bevölkerungsdichte betrug 45 Einwohner pro Quadratkilometer. Ethnisch betrachtet setzte sich die Bevölkerung zusammen aus 97,99 Prozent Weißen, 0,59 Prozent Afroamerikanern, 0,20 Prozent amerikanischen Ureinwohnern, 0,31 Prozent Asiaten, 0,02 Prozent Bewohnern aus dem pazifischen Inselraum und 0,24 Prozent aus anderen ethnischen Gruppen; 0,65 Prozent stammten von zwei oder mehr Ethnien ab. 0,77 Prozent der Bevölkerung waren spanischer oder lateinamerikanischer Abstammung.
Von den 18.957 Haushalten hatten 31,2 Prozent Kinder und Jugendliche unter 18 Jahre, die bei ihnen lebten. 55,1 Prozent waren verheiratete, zusammenlebende Paare, 10,5 Prozent waren allein erziehende Mütter, 30,5 Prozent waren keine Familien, 26,3 Prozent waren Singlehaushalte und in 11,5 Prozent lebten Menschen im Alter von 65 Jahren oder darüber. Die Durchschnittshaushaltsgröße betrug 2,45 und die durchschnittliche Familiengröße lag bei 2,94 Personen.
Auf das gesamte County bezogen setzte sich die Bevölkerung zusammen aus 24,9 Prozent Einwohnern unter 18 Jahren, 8,0 Prozent zwischen 18 und 24 Jahren, 27,6 Prozent zwischen 25 und 44 Jahren, 24,3 Prozent zwischen 45 und 64 Jahren und 15,2 Prozent waren 65 Jahre alt oder darüber. Das Durchschnittsalter betrug 38 Jahre. Auf 100 weibliche Personen kamen 93,4 männliche Personen. Auf 100 Frauen im Alter von 18 Jahren oder darüber kamen statistisch 90,8 Männer.
Das jährliche Durchschnittseinkommen eines Haushalts betrug 36.227 USD, das Durchschnittseinkommen der Familien betrug 43.169 USD. Männer hatten ein Durchschnittseinkommen von 33.319 USD, Frauen 21.346 USD. Das Prokopfeinkommen betrug 17.466 USD. 7,8 Prozent der Familien und 10,4 Prozent der Bevölkerung lebten unterhalb der Armutsgrenze. Davon waren 13,7 Prozent Kinder oder Jugendliche unter 18 Jahre und 7,5 Prozent waren Menschen über 65 Jahre.

## Orte in Crawford County

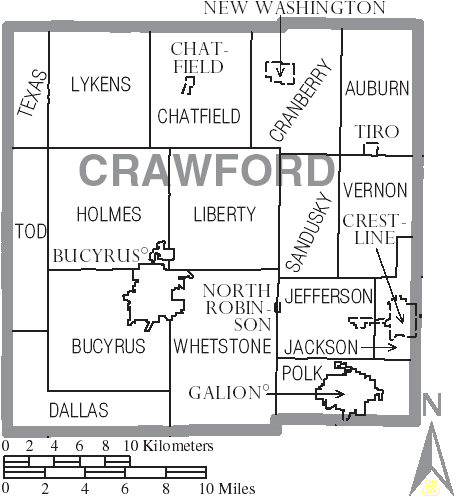
Karte des Crawford Countys

### Städte
- Bucyrus
- Crestline
- Galion

### Dörfer
| - Chatfield - New Washington | - North Robinson - Tiro |

### Townships
| - Auburn Township - Bucyrus Township - Chatfield Township - Cranberry Township - Dallas Township - Holmes Township | - Jackson Township - Jefferson Township - Liberty Township - Lykens Township - Polk Township | - Sandusky Township - Texas Township - Tod Township - Vernon Township - Whetstone Township |